# Sigrid Vagt
Sigrid Vagt (* 23. September 1941 in Bad Doberan) ist eine deutsche Übersetzerin.

## Leben
Sigrid Vagt studierte Romanistik und Germanistik, das sie mit dem Staatsexamen abschloss. Nachdem sie eine kurze Zeit im Schuldienst tätig gewesen war, wechselte sie zum Berliner Merve-Verlag, für den sie auch erste Sachbücher übersetzte. Seit 1985 ist Sigrid Vagt als freiberufliche Übersetzerin tätig. Sie übersetzt literarische Texte aus dem Französischen und Italienischen; ein weiterer Schwerpunkt ihrer Arbeit ist die Untertitelung bzw. das Voice-over zahlreicher Spielfilme und Fernsehsendungen.
Sigrid Vagt ist Mitglied im Verband deutschsprachiger Übersetzer literarischer und wissenschaftlicher Werke, VdÜ. Sie lebt in Potsdam.

„... in der Zwischenzeit hatten sich meine Wahrnehmung des Buches und mein Übersetzungsansatz verändert. Hatte ich zunächst versucht, dem Märchenton des Textes folgend, die sardischen Elemente durch eine archaische Färbung der Sprache wiederzugeben, erschien es mir nun angebrachter, die andere Dimension des Textes – poetisch-realistisch erzählte Geschichten aus dem heutigen Sardinien – stärker zu betonen. Ich fing also mit der Bearbeitung noch einmal von vorn an, verzichtete auf zusätzliche sprachliche Archaisierung (die geschilderten Lebensverhältnisse und erzählten Geschichten erschienen mir archaisch genug) und ich entschied mich, die Verwendung des Sardischen eher durch Strukturen der gesprochenen Sprache und umgangssprachliche Ausdrücke anzudeuten. Zu einer nochmaligen Revision meines Ansatzes führte die Teilnahme an dem DÜF-Seminar ‚Kollegen redigieren Kollegen’ im November 2006. Bei der Diskussion eines Auszugs aus meiner Übersetzung in diesem Seminar wurde mir klar, dass der Stil des Textes nicht nur zwischen Märchen und realistischer Erzählung schwankt, sondern auch andere Stilbrüche aufweist (…). Ich musste also noch einmal alles daraufhin überprüfen, wo ich irritierende Stilbrüche durch meine Wortwahl, meinen Satzbau noch verstärken oder vielleicht abschwächen konnte.“

## Ehrungen
- 2002: Barthold-Heinrich-Brockes-Stipendium, Deutscher Übersetzerfonds
- 2003: Paul-Celan-Preis für ihre Übertragung des Werkes "Das Massaker der Illusionen" von Giacomo Leopardi
- 2009: Deutsch-Italienischer Übersetzerpreis für die Übersetzung von Salvatore Niffoi

## Essays (ohne Übersetzungen)
- Das Ende eines Übersetzertraums. Erinnerungen an Annamaria Galli Zugaro (1933 - 2003) und das Übersetzerkollegium auf Procida, in: Übersetzen, Zs. des VdÜ, 1, 2004 S. 5 online
- Zwischen Heimischem und Fremdem. Einführung zu einem Workshop in Wolfenbüttel 2004, in: ebd. 1, 2005, S. 1–4 online
- Savinio übersetzen oder: Das Original als Spielanleitung, in: Vom schwierigen Doppelleben des Übersetzers, hg. v. Karin Graf, Berlin 1994, S. 207–213
- Übersetzen – Ohne Übersetzungen keine Weltliteratur, in: Handbuch für Autorinnen und Autorinnen, hg. v. Sandra Uschtrin u. Michael Joe K üspert, 6. Aufl. 2005, S. 651–662, ISBN 3-932522-06-0

## Übersetzungen
- Michelangelo Antonioni: Bowling am Tiber, Berlin 1985
- Michelangelo Antonioni: Chronik einer Liebe, die es nie gab, Berlin 1995
- Ippolita Avalli: Die Göttin der Küsse, München 1998
- Roberto Benigni: Das Leben ist schön, Frankfurt am Main 1998
- Henri-Frédéric Blanc: Im Reich des Schlafs, Frankfurt am Main 1995
- Henri-Frédéric Blanc: Der Mann im Lift, Frankfurt am Main 1994
- Giuseppe Bonaviri: Der Schneider von Mineo, Stuttgart 1987
- Isabella Bossi Fedrigotti: Zwei Schwestern aus gutem Hause, München 1994
- Irene Brin: Morbidezza, Berlin 1986
- Andrea Camilleri: Streng vertraulich, München 2011
- Francesco M. Cataluccio: Die ausradierte Stadt, Wien 2012
- Giorgio Celli: Der letzte Alchemist, Stuttgart 1986
- François Cheng: Der lange Weg des Tianyi, München 2009
- François Cheng: Regenbogen überm Jangtse. Berlin 2001
- Federico De Roberto: Mündliche Verhandlungen. Berlin 1992 (übersetzt zusammen mit Judith Elze)
- Marguerite Duras: Die grünen Augen. München 1987
- Essen vom Baum der Erkenntnis, Berlin 1977
- Umberto Eco: Die Geschichte der Häßlichkeit. München 2007 (übersetzt zusammen mit Friederike Hausmann und Petra Kaiser)
- Lydia Flem: Wie ich das Haus meiner Eltern leer räumte. München 2004
  - Rezension der Übersetzung: Von Eltern und Erben, von Nadine Alexander, ReLÜ, Rezensionszeitschrift, 1, 2005
- Antonio Forcellino: Michelangelo. Eine Biographie. München 2006 (übersetzt zusammen mit Petra Kaiser, Martina Kempter)
- Giovanni Jervis: Psychotherapie als Klassenkampf. Berlin 1974 (übersetzt zusammen mit Martin Pfeiffer)
- Giacomo Leopardi: Das Massaker der Illusionen, Frankfurt am Main 2002
- Carla Lonzi: Die Lust, Frau zu sein, Berlin 1975
- Luigi Malerba: Wahrhaftige Gespenster, Berlin 1990
- Laura Mancinelli: Mozart in Turin?, Zürich 1987
- Il manifesto, Berlin 1972 (übersetzt zusammen mit Burkhart Kroeber)
- Salvatore Mannuzzu: Der Biß einer Ameise, München 1995
- Dacia Maraini: Nachforschungen über Emma B., München 1996
- Catherine Millet: Eifersucht, München 2010
- Salvatore Niffoi: Die Legende von Redenta Tiria, Wien 2007
- Véronique Olmi: Nummer sechs, München 2003
- Anna Maria Ortese: Iguana, München [u. a.] 1988
- Anna Maria Ortese: Die Klage des Distelfinken, München 1995
- Emilio Pucci: Emilio Pucci, München [u. a.] 1999
- Carla Ravaioli: Frauenbefreiung und Arbeiterbewegung, Hamburg 1977 (übersetzt zusammen mit Traute Rafalski)
- Carlo Rovelli: Sieben kurze Lektionen über Physik, Reinbek 2015
- Caterina Saviane: Verlorene Stunden, Reinbek 1980
- Alberto Savinio: Kindheit des Nivasio Dolcemare, Frankfurt am Main 1996
- Leonardo Sciascia: Mein Sizilien, Berlin 1995 (übersetzt zusammen mit Martina Kempter)
- Leonardo Sciascia: Salz, Messer und Brot, Wien 2002
- Leonardo Sciascia: Einmal in Sizilien, Berlin 2021
- Leonardo Sciascia: Das weinfarbene Meer, Berlin 1997
- Giuseppe Tomasi di Lampedusa: "Ich sucht' ein Glück, das es nicht gibt ...". Berlin 1993
- Jean-Philippe Toussaint: Monsieur. München 1989
- Federigo Tozzi: Bestien. Stuttgart 1988

## Notizen
1. ↑  BROSCHUERE 10 JAHRE DUEF pdf online

| Personendaten    | Personendaten         |
| ---------------- | --------------------- |
| NAME             | Vagt, Sigrid          |
| KURZBESCHREIBUNG | deutsche Übersetzerin |
| GEBURTSDATUM     | 23. September 1941    |
| GEBURTSORT       | Bad Doberan           |